# ニューイヤーズ・フェスタ
ニューイヤーズ・フェスタ（英語: New Year’s Festa）は、2003年以降、1月のはじめに東京ディズニーシーで開催されるスペシャルイベントの総称。開催年により開催時期は微妙に異なるが、おおよそ1月1日～1月7日にかけて行われる。

## 概要
ディズニーシー・プラザには門松が飾られる（門松自体は前年の12月29日頃から飾られている）。この門松は日本の伝統的な門松に西洋の要素を含ませた和洋折衷のデザインとなっている。
また、2004年に開催した時は、ディズニーシー・プラザに「ニューイヤーズ・ラッキーカード」が配布された。これはおみくじ感覚で引けるもので、運勢などが書かれている手のひらサイズの円形のカードで、その日に入園したパスポート（年間パスポートを含む）を提示することでもらうことができた。カードには、ディズニーキャラクターが描かれていた。

## イベント

### ハッピーニューイヤーズ・サルート
ハッピーニューイヤーズ・サルート（Happy New Year’s Saluto）は、2003年1月1日から1月5日にエントランスとメディテレーニアンハーバーのピアッツァ・トポリーノで開催されたミニパレード。
ポルト・パラディーゾ市長、ロミオとジュリエットの扮装をしたミッキーマウスとミニーマウス、ピノキオ、ジミニー・クリケット、ゼペット、東京ディズニーシー・マリタイムバンド、イタリアンフラッグ・スクワッドなどが登場し、アクアスフィアの周囲をパレードし、ピアッツァ・トポリーノにて新年の挨拶を行った。

### ニューヨーク“お正月”グリーティング
ニューヨーク“お正月”グリーティング（New York “Oshogatsu” Greeting）は2004年1月1日から1月7日、2005年1月1日から1月5日にウォーターフロントパークにて行われたショー。
ミッキーマウスやミニーマウスたちが袴姿で登場する。また、ショー中に使用される楽曲は『お正月』や『一月一日』など、馴染みのある曲が多数使われた。
このショーで使用されるステージは、前年のクリスマスシーズンに実施された『ハーバーサイド・クリスマス』で公演されたショー『クリスマス・ホリデー・イン・ニューヨーク』のステージを流用している。ステージの後方には赤地に白文字で「迎春」と書かれた幕がおかれている。
DATA
- 公演期間：2004年1月1日～1月7日、2005年1月1日～1月5日
- 公演場所：ウォーターフロントパーク特設ステージ
- 公演時間：約25分
- 公演回数：1日3回（2004年）、1日4回（2005年）

### ニューヨーク“お正月”フェスティバル
ニューヨーク“お正月”フェスティバル（New York “Oshogatsu” Festival）は、2006年1月1日から1月5日にウォーターフロントパークにて行われたショー。名称が「グリーティング」から「フェスティバル」に変更されたが、内容はニューヨーク“お正月”グリーティングとほぼ同じである。
このショーは、2005年までと同じく、前年に開催された『ハーバーサイド・クリスマス』のショーで使用したステージを流用している（ステージは2005年のハーバーサイド・クリスマスのショー『ミニーのナットクラッカー』のものだが、『ミニーのナットクラッカー』のステージも2005年9月に開催された「ドラマティック・ディズニーシー2005」のものを流用している）。また、『ミニーのナットクラッカー』で使われたスケートリンクも土台のみ残されており、2005年までは通常のステージで行われた餅つきが2006年ではこのスケートリンクの土台で行われた。
DATA
- 公演期間：2006年1月1日～1月5日
- 公演場所：ウォーターフロントパーク特設ステージ
- 公演時間：約25分
- 公演回数：1日4回

### ニューイヤーズ・グリーティング
2007年開催からはニューイヤーズ・グリーティング(New Year’s Greeting)と名称を変更し、実施されている。

#### 2007年
東京ディズニーシー・マリタイムバンドとビッグシティ・ヴィークルの車両に乗ったミッキーマウスとミニーマウスが、ケープコッドからアメリカンウォーターフロントをミニパレードした。

#### 2009年
2009年1月1日から1月5日にメディテレーニアンハーバーで開催された。和服姿のミッキーマウスとミニーマウス、および丑年にちなんでクララベル・カウが「HAPPY NEW YEAR」と書かれた船に乗って登場し、新年の挨拶をするグリーティングショーであった。
DATA
- 公演期間：2009年1月1日〜1月5日
- 公演場所：メディテレーニアンハーバー
- 公演時間：--
- 公演回数：1日2回

#### 2010年
和服姿のミッキーマウスとミニーマウス、および寅年にちなんでティガーが「HAPPY NEW YEAR」と書かれた船に乗って登場し、新年の挨拶をするグリーティングショーであった。

#### 2011年
和服姿のミッキーマウスとミニーマウス、および卯年にちなんでホワイトラビット、ミスバニー、サンパーが「HAPPY NEW YEAR」と書かれた船に乗って登場し、新年の挨拶をするグリーティングショーであった。

#### 2012年
和服姿のミッキーマウスとミニーマウス、ドナルドダック、グーフィー、プルートが「HAPPY NEW YEAR」と書かれた船に乗って登場し、新年の挨拶をするグリーティングショーであった。

#### 2013年
和服姿のミッキーマウスとミニーマウス、ドナルドダック、グーフィー、プルート、ダッフィー、シェリーメイが「HAPPY NEW YEAR」と書かれた船に乗って登場し、新年の挨拶をするグリーティングショーであった。